# Пашина џамија у Улцињу
Пашина џамија једна је од џамија у Улцињу. Изграђена је 1719. године, само неколико месеци након млетачког напада на град.

## Опште информације
Џамију су изградили Улцињани користећи матеирјал са заробљених венецијанских бродова након напада на Улцињ од стране Млетачке републике. Изграђена је у част адмирала и турског гусара Улуџ Алије.
Џамија има хамам који је иузграђен пре џамије и једини је у Црној Гори. Хутба се изводи на арапском и албанском језику. На зиду џамије постоји натпис : „Отворила се са срећом и напретком за народ, да је хаирли и за много времена”. Налази се на око 100 м од Морнарске џамије.